# José Fernando Patiño
José Fernando Patiño Recio (Cali, 8 de febrero de 1979) es un periodista y presentador colombiano.

## Biografía
Estudió Comunicación Social y Periodismo, en la Universidad Autónoma de Occidente. En 2003 inició su carrera haciendo prácticas en Noti 5 del canal regional Telepacífico En 2005 debutó en la presentación en los programas de Neuródromo y Universión, de esta misma cadena en los que estuvo hasta 2007. En 2008 se vinculó a cómo practicante en Noticias RCN Y en 2009 se vincula a NTN 24, como periodista y conductor de los programas: Agenda Internacional y El Informativo hasta 2011. En 2012 llegó a Noticias Caracol como conductor y periodista de las emisiones del fin de semana hasta su renuncia en 2016.
En 2017 dirigió y presentó el programa Sin Reserva, donde entrevistó a varios Senadores de la República y ese mismo año se volvió a la Presidencia de la República hasta el año 2018 en RTVC realizó cobertura especial de los eventos como la Visita del papa Francisco a Colombia la tragedia en Mocoa, Putumayo en el 2017 y las Elecciones presidenciales de Colombia en el 2018
En 2019 se vinculó a Canal Capital como conductor de la emisión central de lunes a viernes de Noticias Capital
y director y presentador del programa En Directo con José Fernando Patiño, de lunes a viernes.
El 25 de marzo de 2021 se estrenó en el informativo RTVC Noticias de lunes a viernes en la emisión de las 12:00 m al lado de Carolina Araujo en los deportes con Natalia  Sabina Ramírez y en entretenimiento con Daniela Caballero dirigido por Carlos Mario Diaz en simultánea con Canal Institucional y Radio Nacional de Colombia de RTVC Sistema de Medios Públicos y de lunes a viernes a las 7:00 p. m. en el programa De qué se habla a las 7 junto a Daniela Caballero a través del Canal Público Señal Colombia.